# Šnekojed kýlnatý
Šnekojed kýlnatý (Pareas carinatus) je druh hada, jehož potravu tvoří skořápkatí plži. Je na ně výhradně specializován.
Je řazen mezi málo dotčené taxony.
Dorůstá délky do 75 cm. Vyskytuje se do nadmořské výšky 1800 m n. m.
Je aktivní zejména v noci.
Rozlišují se dva poddruhy:
- Pareas carinatus carinatus
- Pareas carinatus unicolor

## Chov v zoo
Jedná se o mimořádně vzácně chovaný druh. V březnu 2020 byl chován v pouhých třech evropských zoo, z toho dvou českých:
- Zoo Plzeň – je jednou z expozičních novinek roku 2020[9]
- Zoo Praha

### Chov v Zoo Praha
Do Zoo Praha byl šnekojed kýlnatý dovezen v říjnu 2019 od soukromého chovatele. Získán byl pár, který ještě téhož roku přivedl na svět čtyři mláďata. Jedná se pravděpodobně o první odchov v evropských zoo.